# Seabratettix
Seabratettix is een geslacht van rechtvleugeligen uit de familie veldsprinkhanen (Acrididae). De wetenschappelijke naam van dit geslacht is voor het eerst geldig gepubliceerd in 1980 door Roberts.

## Soorten
Het geslacht Seabratettix  is monotypisch en omvat slechts de volgende soort:
- Seabratettix angustus (Roberts, 1980)